# پروتون واجا
پروتون واجا (به انگلیسی: Proton Waja) خودرویی‌ست که از سال ۲۰۰۰ تا ۲۰۱۱ تولید شده‌است. طراحی آن خودروهای موتور جلو-محور جلو بوده، طول آن در حالت طبیعی ۴٬۴۶۵ میلیمتر (۱۷۵٫۸ اینچ)، عرض آن در حالت طبیعی ۱٬۷۴۰ میلیمتر (۶۸٫۵ اینچ)، ارتفاع آن در حالت طبیعی ۱٬۴۲۰ میلیمتر (۵۵٫۹ اینچ) و وزن آن در حالت طبیعی ۱٬۲۱۰–۱٬۲۴۹ کیلوگرم (۲٬۶۶۸–۲٬۷۵۴ پوند) است.
واجا در زبان مالایایی به معنی شاه است.
این خودرو از سال ۲۰۰۷ تا ۲۰۰۹ توسط شرکت زاگرس خودرو با نام ایمپین در ایران عرضه شد. ایمپین در زبان مالایی به معنی رؤیا است.

## تاریخچه
پروتون واجا در ۸ مه ۲۰۰۰ همراه با معرفی لوگوی جدید شرکت پروتون رونمایی شد. مدل‌های اولیه این خودرو فاقد کیسه هوا و ترمز ای‌بی‌اس بودند و فقط با صندلی‌های پارچه‌ای عرضه می‌شدند. این خودرو بر روی پلتفرم نسل اول میتسوبیشی کاریزما ساخته شده‌است.
در روز شنبه، ۶ اکتبر ۲۰۰۱، پروتون واجا ۱٫۶X به بازار عرضه شد. این خودرو فقط با گیربکس اتوماتیک در دسترس بود و به آپشن‌های لوکس‌تری مانند سیستم تهویه نیمه اتوماتیک، ترمز ای‌بی‌اس با کمک (BA)، توزیع نیروی ترمز الکترونیکی (EBD)، آینه‌تاشو برقی، فرمان نیمه‌چوبی، فضای داخلی چوبی، صندلی‌های چرمی، تزئینات درب و سیستم صوتی ارتقا یافت.

پیش از فیس‌لیفت
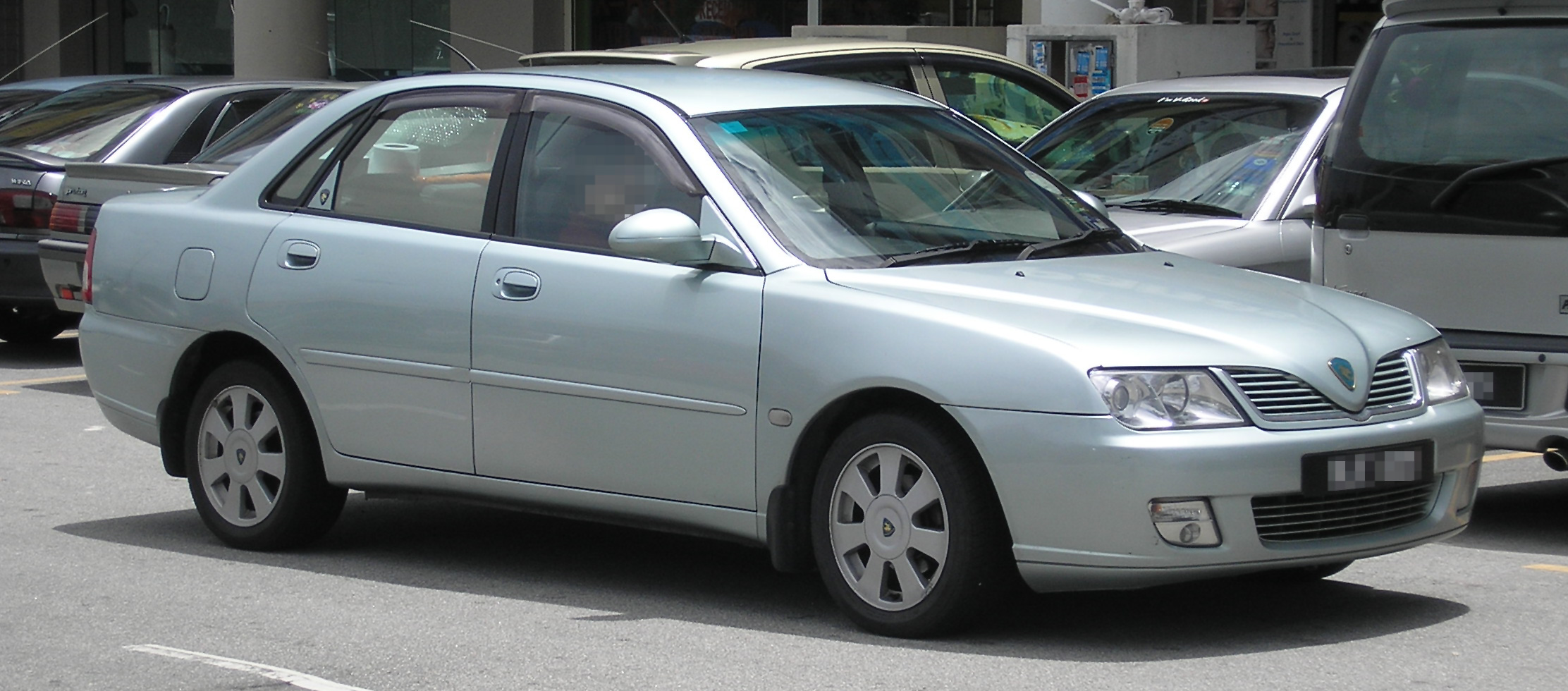
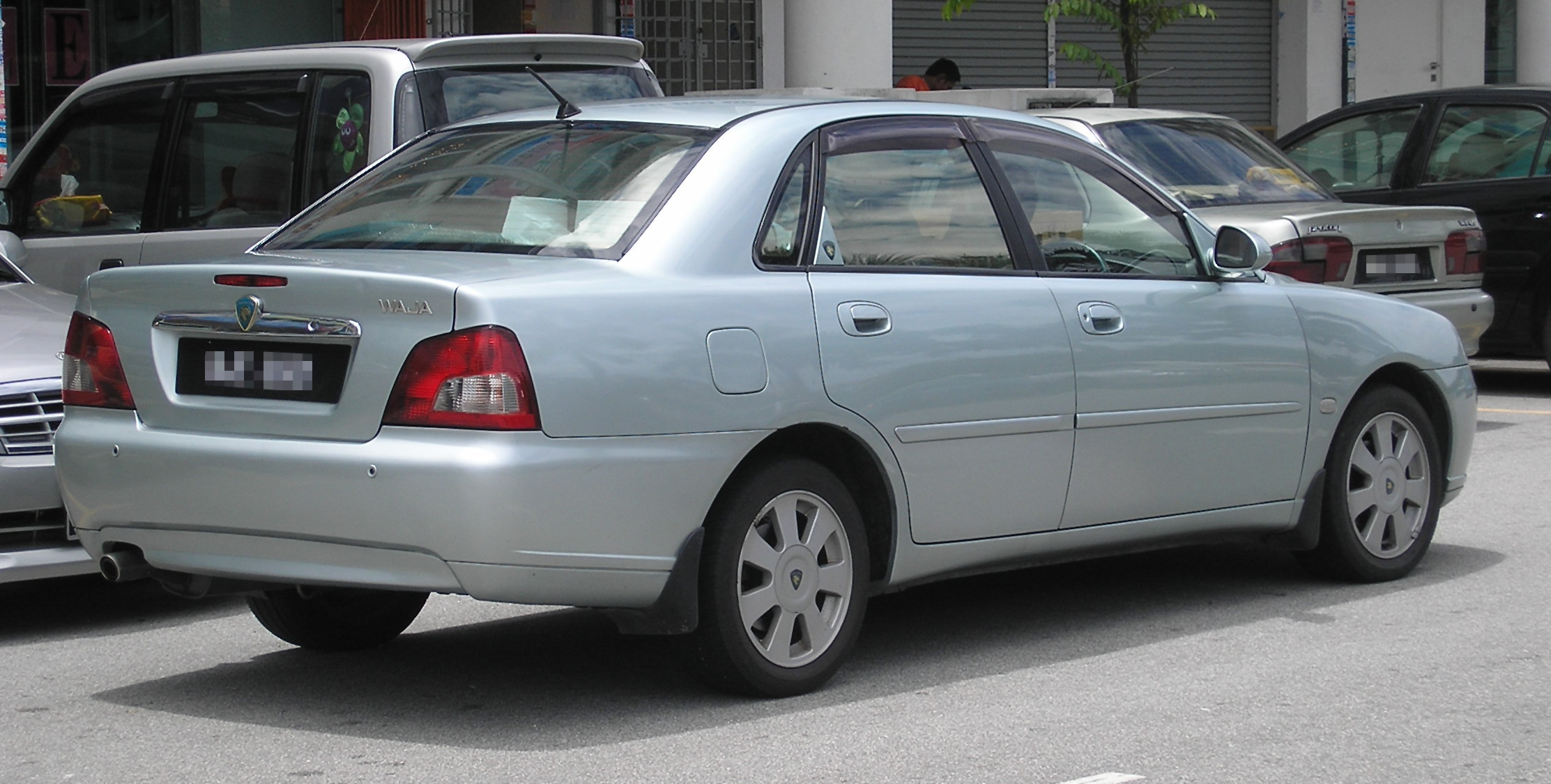

پروتون با اضافه کردن تکیه‌گاه دست صندلی عقب با نگهدارنده لیوان، تکیه‌گاه سر قابل تنظیم صندلی‌های عقب و تغییرات جزئی در صندلی‌ها ایجاد کرد. ویژگی‌های ایمنی مانند کیسه هوای راننده و ترمز ای‌بی‌اس نیز اضافه شد.
در سال ۲۰۰۲، پروتون واجا ۱٫۸X به بازار عرضه شد. این موتور از موتور F4P استفاده می‌کرد که در رنو لاگونا نیز یافت می‌شد. بیشتر تجهیزات آن با پروتون واجا ۱٫۶X مشترک بود. با این حال تغییرات شامل کیسه هوای سرنشین و ترمزهای دیسکی جلوی بزرگ‌تر بود.

اولین فیس‌لیفت ۱٫۶
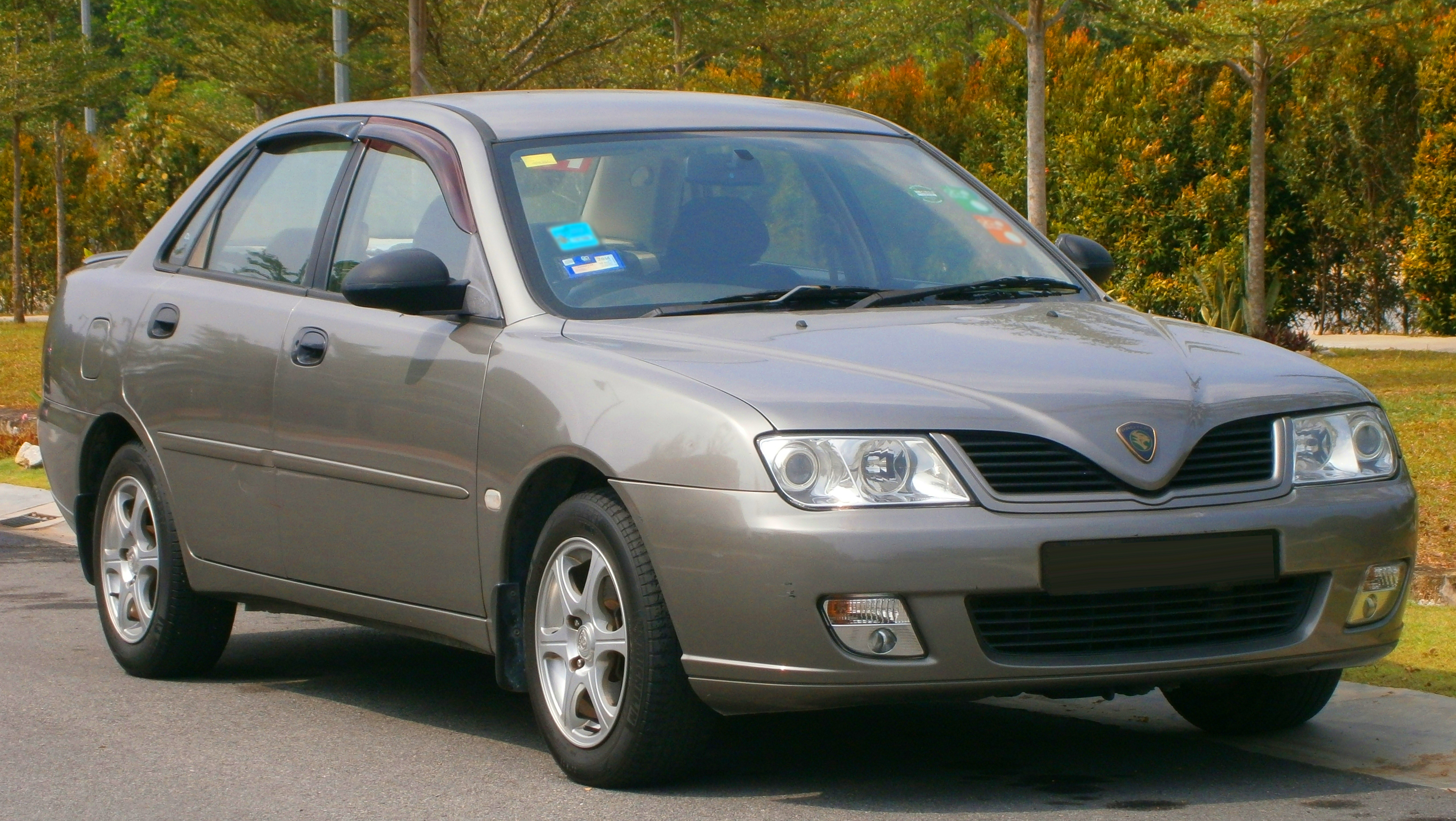
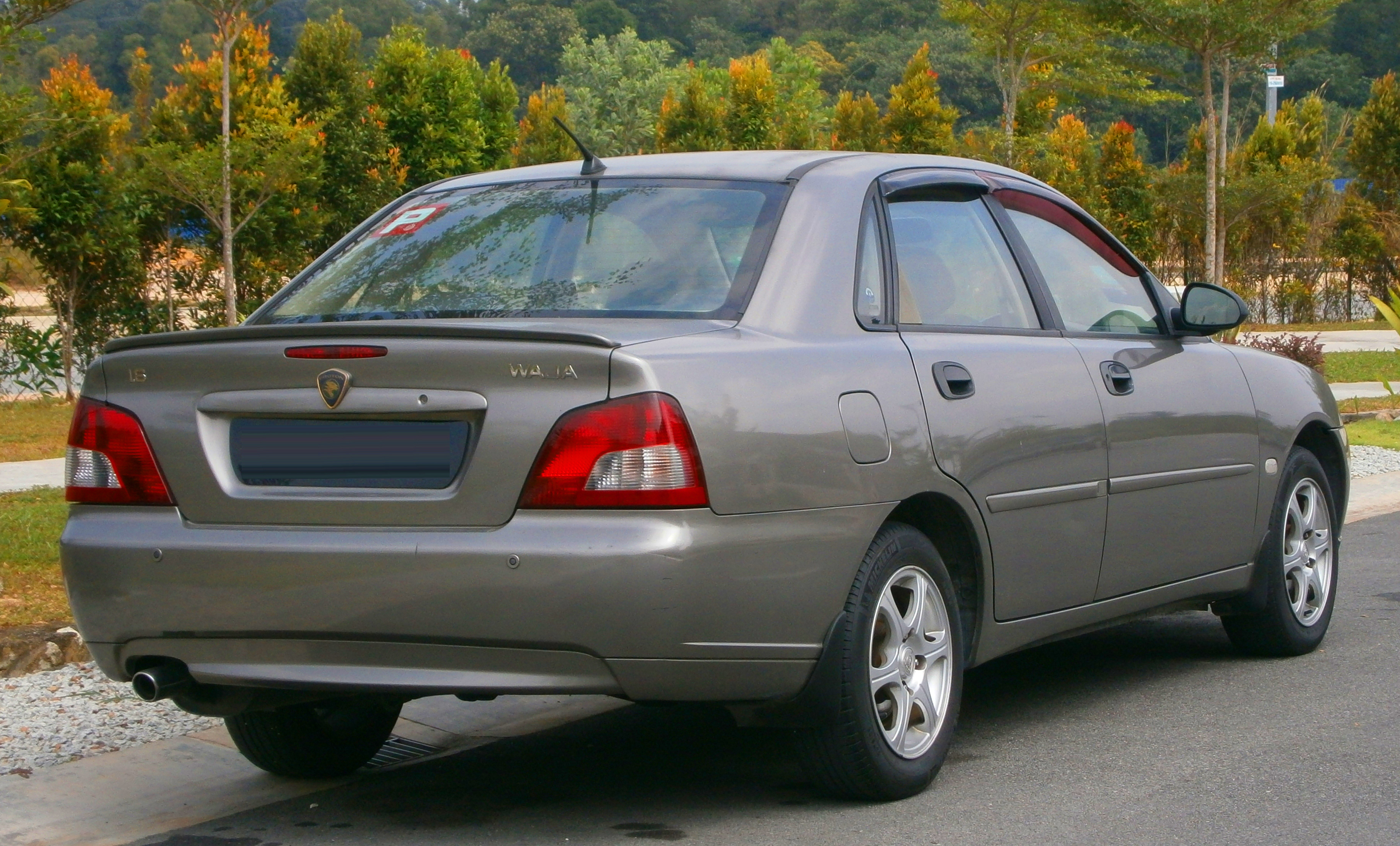

در ژانویه ۲۰۰۶، پروتون واجا به‌روز شد. تغییر عمده موتور کم‌پرو S4PH بود. سایر تغییرات شامل صندلی‌های چرمی، رنگ داخلی بژ و قهوه‌ای، دریچه تهویه‌های بازطراحی‌شده و پخش‌کننده سی‌دی جدید با پشتیبانی از MP3 بود. این مدل‌ها همچنین دارای رینگ‌های جدیدی هستند که در نسخه فیس‌لیفت از آن استفاده نکرده و در مدل‌های CPS استفاده شده‌است.
در ژوئن ۲۰۰۶، نمای بیرونی پروتون واجا با جلوپنجره پایین لانه زنبوری جدید، چراغ‌های جلوی جدید، چراغ‌های عقب جدید با نام مستعار چراغ‌های دماسنج، حروف واجا به بالای پلاک و چرخ‌های آلیاژی جدید به‌روز شد.

دومین فیس‌لیفت ۱٫۶
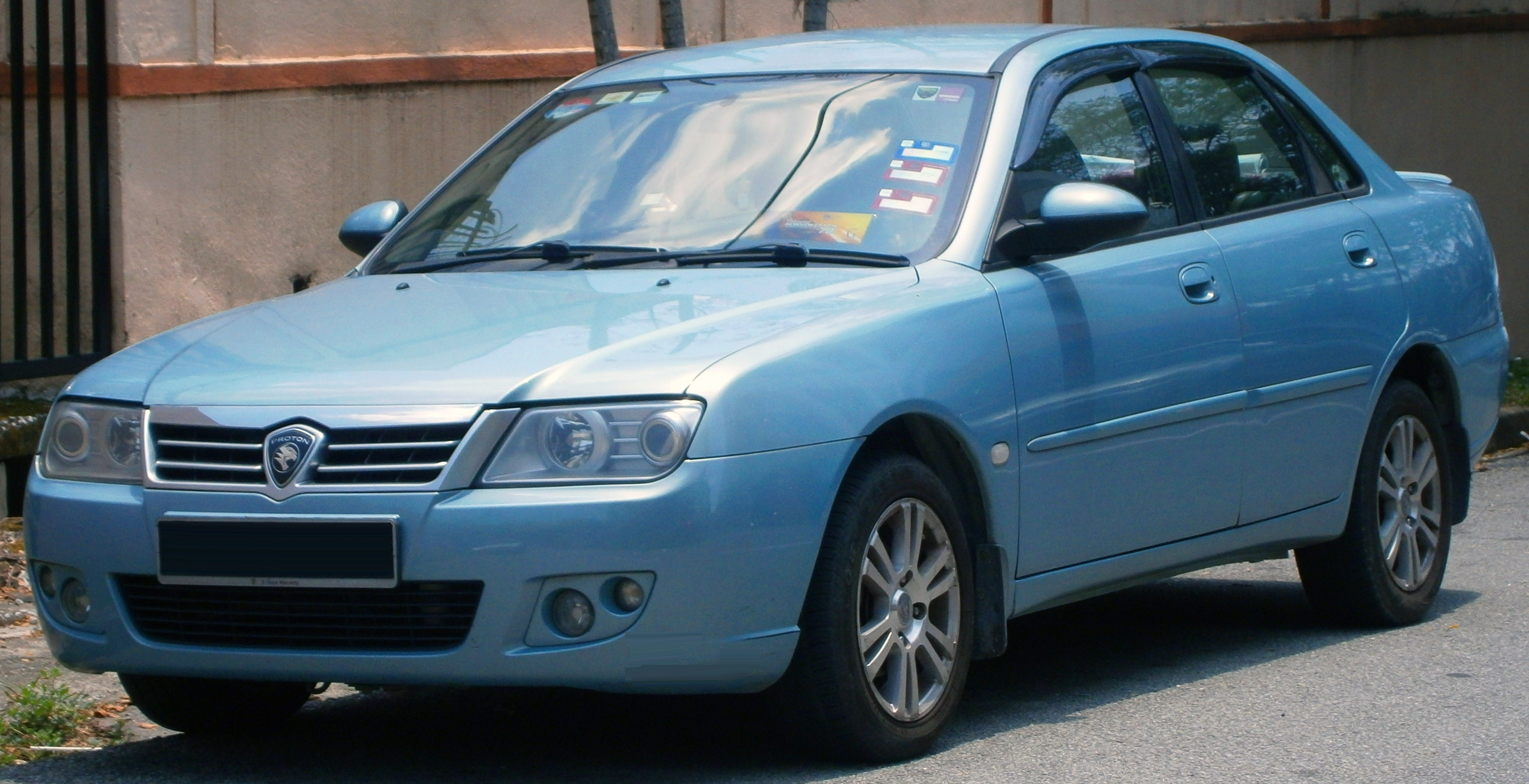
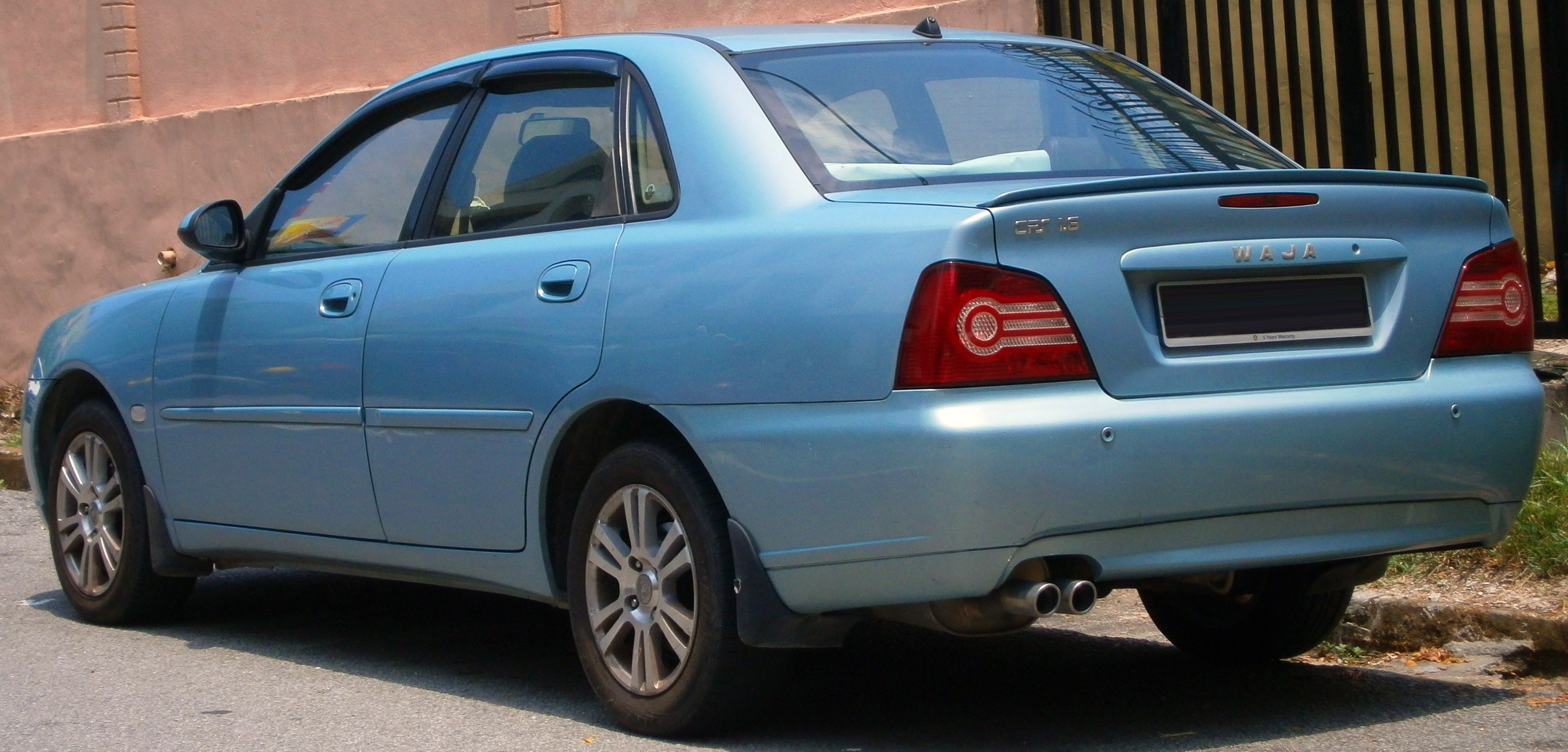

در سال ۲۰۰۷، واجا با چراغ جلو، چراغ مه‌شکن جدید، کاپوت و تزئینات جدید، سپر جدید، توری جدید و چراغ راهنما جلو جدید فیس‌لیفت شد.
در سال ۲۰۰۸، واجا موتور ۱۲۵ اسب‌بخاری (۹۲ کیلووات) کم‌پرو سی‌پی‌اس را دریافت کرد. در نمای بیرونی تغییرات جزئی مانند جلوپنجره جدید، چراغ‌های عقب جدید و رینگ‌های نسخه اصلی واجا داده شد.